# Heinkel HD 25
Heinkel HD 25 byl průzkumný hydroplán vyvinutý firmou Heinkel v Německu během dvacátých let, určený pro Japonsko. Mělo se jednat o pozorovací letoun pro japonské válečné lodě, který byl schopen startovat z krátkých vzletových plošin. HD 25 byl konvenční dvouplošník s osádkou čítající pilota a pozorovatele. Dva prototypy byly postaveny Heinkelem v Německu, první vzlet se uskutečnil v roce 1926. Po zkouškách byl tento typ oficiálně přijat v březnu 1928 do výzbroje japonského císařského námořnictva, kde získal označení dvoumístný průzkumný hydroplán typu 2 (二式複座水上偵察機 Ni-šiki fukuza suidžó teisacuki). Další stroje pak byly stavěny japonskou firmou Aiči, celkem 16 kusů, které krátce sloužily na křižnících císařského námořnictva.
Firma Aiči také postavila civilní verzi HD 25, označenou jako AB-1.

## Specifikace

### Technické údaje
- Posádka: 2 (pilot a pozorovatel)
- Rozpětí: 14,88 m
- Délka: 9,7 m
- Hmotnost prázdného letounu: 1 700 kg
- Vzletová hmotnost: 2 570 kg
- Pohonná jednotka: 1 x Napier Lion pohánějící pevnou dvoulistou dřevěnou vrtuli
- Výkon motoru: 334 kW (450 HP)

### Výkon
- Maximální rychlost: 203 km/h
- Dolet: 910 km
- Stoupavost: 3,3 m/s

### Výzbroj
- 1× pohyblivý dozadu střílející 7,7mm kulomet
- 300 kg pum